# Théâtre sur Malaïa Bronnaïa
Le Théâtre dramatique sur Malaïa Bronnaïa (en russe : Московский драматический театр на Малой Бронной) est une compagnie théâtrale moscovite, fondée en 1945, dont la première représentation a eu lieu le 9 mars 1946. Le théâtre se situe au no 4 de la rue Malaïa Bronnaïa. Des metteurs en scène comme Andreï Gontcharov (ru), Anatoli Efros, Lev Dourov ont contribué à sa renommée. Au fil du temps, il compta parmi ses acteurs Leonid Bronevoï, Youri Katine-Iartsev, Oleg Dahl, Mikhaïl Kozakov, Léonid Kanevski, Valentin Smirnitski. Un sondage effectué en 2011 à l'occasion du 65e anniversaire du théâtre le place parmi les dix salles les plus fréquentées de la capitale russe.

## Historique
La troupe, montée en 1945, est dirigée par Sergueï Maïorov et prend le nom de Théâtre dramatique de Moscou. Elle rassemblait les acteurs de plusieurs théâtres de la capitale ainsi que quelques jeunes diplômés de l'école supérieure d'art dramatique Mikhaïl Chtchepkine. La nouvelle troupe reçoit comme résidence le bâtiment du no 26 de la rue Spartakovskaïa, construit en 1868 et réaménagé en 1912, ayant accueilli successivement le Grand Électrothéâtre Yelokhovski (Большой Елоховский электротеатр), le cinéma Kaplan (Синематограф Е.М. Каплан), puis à partir de 1933, le Théâtre dramatique Maria Iermolova.
La première saison est inaugurée avec le spectacle Le Cerceau d'or (Золотой обруч) d'après l’œuvre d'Anatoli Marienhof. Les premières années, le répertoire est composé de spectacles d'auteurs contemporains. En 1957, le directeur Sergueï Maïorov est accusé de ne pas porter assez d'attention aux œuvres d'auteurs soviétiques de l'époque. Mais son remplacement par Ilia Soudakov, élève de Stanislavski et Nemirovitch-Dantchenko n'a pas le temps de porter ses fruits, car Soudakov tombe gravement malade après sa première adaptation. De 1958 à 1966, la troupe est menée par Andreï Gontcharov (ru). Pendant cette période s'effectue le déménagement dans les nouveaux locaux, rue Malaïe Bronnaïa, dans un ancien immeuble de rapport construit en 1902 sous la direction de Karl Hippius (ru), l'auteur de plusieurs projets architecturaux, notamment celui du Parc zoologique de Moscou.